# Ucenic
Un ucenic este o persoană care învață o meserie sub conducerea unei alte persoane calificate. În creștinism, ucenicul învață de la alții, în special de la unul din cei Doisprezece Apostoli ai lui Iisus Hristos dar și cel care învață de la cei care au învățat de la aceștia, de la Părinții Bisericii sau de la oricare părinte spiritual.
Sensul acestui cuvânt poate fi mai bine înțeles prin intermediul termenului de discipol care vine din latinescul discipulus—elev, din discere, a învăța, ceea ce denotă o învățare disciplinată de la cineva. Din discipline: pregătire care dorește să ducă la o anumită abilitate sau la un anumit comportament, pregătire care în special duce la o îmbunătățire morală sau mentală. Purtarea controlată vine dintr-o pregătire în disciplină, din auto-control. 
În Noul Testament, sensul biblic al acestui cuvânt diferă de înțelesul latin. Grecescul  μαθετης (mathetis) însemna inițial un elev sau cineva care învață (de la matheno). Cu privire la tovarășii Mântuitorului, termenul se referă la o relație învățător/student continuă și apropiată în care este puternic accentuată latura de învățare.